# Neuvy-sur-Loire
Neuvy-sur-Loire là một xã của tỉnh Nièvre, thuộc vùng Bourgogne-Franche-Comté, miền trung nước Pháp.

## Dân số
Theo điều tra dân số 1999 có dân số là 1356. On ngày 1 tháng 1 năm 2007, the estimate was 1423.